# Hannes Paul Schmid
Hannes Paul Schmid (Brunico, 19 novembre 1980) è un ex sciatore alpino italiano.

## Biografia
Hannes Paul Schmid, originario di Terento, esordì nel Circo bianco il 26 dicembre 1995 sulle nevi di Abtenau, in Austria, partecipando a uno slalom gigante valido ai fini del punteggio FIS senza però riuscire a concludere la prima manche. In seguitò si specializzò nello slalom speciale; debuttò in Coppa Europa il 22 gennaio 2001 a Donnersbachwald/Riesneralm e in Coppa del Mondo il 25 novembre 2001 ad Aspen, in entrambi i casi senza concludere la gara. Il 4 dicembre 2001 ottenne il suo primo podio in Coppa Europa (3º a Val Thorens) e nel 2003 partecipò ai Mondiali di Sankt Moritz, sua unica presenza iridata, senza terminare la gara.
Il 18 dicembre 2004 conquistò a Pozza di Fassa l'ultimo podio in Coppa Europa (3º) e il 24 gennaio 2006 realizzò il miglior risultato di carriera in Coppa del Mondo, giungendo 10º nello slalom speciale disputato in notturna a Schladming e vinto dal finlandese Kalle Palander. Convocato nello stesso anno per i XX Giochi olimpici invernali di Torino 2006, sua unica presenza olimpica, ottenne il 39º posto nello slalom speciale. Prese per l'ultima volta il via in Coppa del Mondo il 7 gennaio 2007 ad Adelboden e concluse l'attività agonistica il 30 marzo 2008 partecipando allo slalom speciale di Bardonecchia valido ai fini del titolo nazionale, in entrambi i casi senza concludere la gara.

## Palmarès

### Coppa del Mondo
- Miglior piazzamento in classifica generale: 95º nel 2004

### Coppa Europa
- Miglior piazzamento in classifica generale: 18º nel 2004
- 6 podi:
  - 3 secondi posti
  - 3 terzi posti

### Campionati italiani
- 3 medaglie[1]:
  - 1 oro (slalom speciale nel 2001)
  - 1 argento (slalom speciale nel 2003)
  - 1 bronzo (slalom speciale nel 2005)